# Hartberg Umgebung
Hartberg Umgebung là một đô thị thuộc huyện Hartberg thuộc bang Steiermark, nước Áo. Đô thị Hartberg Umgebung có diện tích 30,42 km², dân số thời điểm năm 2005 là 2170 người.